# ロゲイニング
ロゲイニング（rogaining）とは地図、コンパスを使って、山野に多数設置されたチェックポイントをできるだけ多く制限時間内にまわり、得られた点数を競う野外スポーツである。オリエンテーリングと似ているものの、チェックポイントが多数設置されていること、チェックポイントを辿る順序が決められていないなどの違いがある。
なお、ロゲイニングをアレンジしたスポーツとしてフォトロゲイニングがある。

## ルール
選手権などの大会では競技時間は24時間であり休息・食事・仮眠用のベースキャンプも設けられるが、一般的には2時間や3時間、6時間、8時間、12時間など比較的制限時間の短い大会もある一方で、48時間などの長時間にわたる大会もある。また幼児向けや高年齢層向け、初心者向けなど、年齢や熟練度に応じたクラス分けもされている。
オリエンテーリングとは異なり、競技者は一人で回るのではなく、2人から5人のグループを組んで回ることになる。開けた牧場や起伏の多い森林などで長時間にわたるクロスカントリー走を行う体力、忍耐力、グループ内のチームワーク、自然への理解のほか、できるだけ多くのポイントを効率よく周り得点を最大化する戦略やルート選び、選んだルートから外れないように走るナビゲーション能力なども必要になる。

## 歴史
ロゲイニングは1976年にオーストラリア・メルボルンで行なわれたのが始まりで、日本では2002年に菅平高原で行なわれたのが始まりとされる。
1947年にメルボルン大学登山部が主催した行事の中に、後のロゲイニングにつながる要素があったことがその起源とされる。これらが元になってビクトリア州で野外活動を行う人々の間にロゲイニングの元となる競技が広まり、1976年4月、メルボルンでこのスポーツの名称とルールが決められ、世界初のロゲイニング協会（ビクトリア州ロゲイニング協会）ができた。これがロゲイニングの誕生である。
このときロゲイニングを創始したのは、1971年に設立され1970年代にロゲイニング競技大会を多数開催したビクトリア州のスカウト運動団体「Surrey-Thomas Rover Crew」のメンバー、ロッド・フィリップス（Rod Phillips）、ゲイル・デーヴィス（Gail Davis）、ニール・フィリップス（Neil Phillips）の三人であった。「ロゲイニング」という名称や、競技者を意味する「ロゲイナー」（rogainer）などは、創始者三人の名前の頭文字をとっている。現在では「Rugged Outdoor Group Activity Involving Navigation and Endurance」（ナビゲーションと忍耐力を要する険しい野外での団体活動）の略ともされている。以後の10年でロゲイニングはオーストラリアのスカウト運動や大学のブッシュウォーキング（ハイキング）クラブに普及し、世界へも広まった。
世界選手権は国際オリエンテーリング連盟によって2年ごとに開催されている。第一回大会はオーストラリアで200チームの参加により行われたが、2008年の第八回大会はエストニアで22カ国339チーム（計748人）の参加により行われている。

## さまざまなアレンジ
- ロゲイニングをアレンジしたフォトロゲイニングがあることは前述のとおり。
- 移動手段に自転車を使用したロゲイニングにサイクルロゲイニングがある。
- ロゲイニングをまちづくりに活用した事例として、2019年（令和元年）につくば市役所主催で行われたつくばR8地域活性化プランコンペティション2019において採択されたR8ロゲイニングがある。これは筑波大学芸術系環境デザイン領域によって提案されたもので、チェックポイントに地域資源を設定することで、参加者が地域の魅力を知るきっかけとなることを期待して、まちづくりの一環として行われたものである。